# Think Big天地
《Think Big天地》（英語：Kids, Think Big）是由香港電視廣播有限公司製作的兒童節目，接替《放學ICU》，於2015年1月12日起播映，收視約為1.4－1.8點。
2020年4月5日起，本節目改為每天播出。2021年8月16日起，該節目週一至週五的時段被同類型兒童節目《Hands Up》取代，本節目則改在週六及週日播出。2021年9月12日，本節目正式完結。

## 概要
宣傳片顯示本節目內容具有四個基礎理念，分別為「正面樂天（Think Positive）」、「認識科學（Think Science）」、「啟發創意（Think Creative）」及「愛護環境（Think Green）」。
初期每集節目均是在科目主題下拓展課題，進行相關活動、解說和跟中小學生互動的部份，有別於過去多年無綫電視兒童節目的製作模式。而有關模式相信是源自於當時任電視廣播有限公司製作部非戲劇製作總監余詠珊於1993年擔任監製的亞洲電視兒童節目《德尊老師》。
節目亦首度由綜藝資訊組製作，有別於過去由兒童組製作，同時首次沒有安排小主持演出及製作兒歌MV。
2015年12月21日起，《Think Big天地》改用全新形象與小朋友見面，除了每日節目改回涵蓋多種學科範疇以外，每星期均會邀請小學生或Think Big Family會員參與現場舞台錄影。而2017年6月12日起，就首次大幅更換主持陣容，這些改動使節目逐步恢復近似過往兒童節目模式。
2017年8月7日起，《Think Big天地》改用並使用節目Big Big小明星的過山車的佈景作為背景。
2020年4月5日起，改為星期一至日播出，並使用前節目Big Big小明星佈景作為背景。因應疫情未能招待小朋友參與遊戲和擔任現場觀眾，開場舞環節停止。
2020年8月起，改以全新廠景錄影，口號為「快樂探索，想像無限！」（Inspiration、Exploration、Collaboration）（「港姐有問題」及「港姐見工有問題」節目曾借用該廠景改裝拍攝），並引入全新環節，前Big Big小明星節目的小演員和小KOL加入拍攝行列，由9月7日起播放。
2021年4月4日兒童節，該節目慶祝播放超越2000集（實際該集為2001集）。除原有主持和小主持外，更邀得過往第一代及第三代Think Big主持（現時仍為無線電視藝員），並曾在節目中出現的嘉賓藝員一同慶祝，玩冷知識Quiz和推車仔遊戲。
2021年7月，主持周奕瑋因要遠赴東京採訪2020年東京奧運於奧運期間，暫停主持本節目直至奧運完結後，原KIDSVIP主持位置暫時由林溥來（Patrick Sir）取代。
2021年8月，主持陳嘉慧表示該節目將會在8月中完結。
2021年9月12日，本節目播出最後一集後正式宣告完結。

## 主持或Big Big小明星童星藝員或嘉賓

### 過往主持
Note: 上述日期只計算正式任期，並非以嘉賓身分登場之日期�
| 姓名                                 | 暱稱           | 首次亮相日期   | 最後亮相日期  | 負責環節 | 代表顏色                                                                      |                                                                |
| 余德丞 （Dickson） （第一代）        | Dickson        | 2015年1月12日  | 2017年11月2日 | 負責環節 趣味普通話 齊齊起動（運動基本功教學） Ben Sir 醒醒你 小齊魔幻學堂 Think Big冒險之旅（堡主） STEM出創意（T） 偵探 遊戲 科學 創意藝術 英文 全球教育 | 藍色                                                                          |                                                                |
| 林希靈 （Agnes） （第一代）          | 希靈           | 2015年1月12日  | 2017年6月20日 | 負責環節 今日搞邊科（Crazy） Patrick Sir爆趣英語逐個捉 科學 偵探 常識 遊戲 創意藝術 英文 全球教育 | 紫色                                                                          |                                                                |
| 黃愷怡 （Jasmin） （第一代）         | Jasmin         | 2015年1月12日  | 2017年6月27日 | 負責環節 趣味普通話 齊齊起動（跳舞）（體適能） 今日搞邊科 魔幻仙境（仙子） STEM出創意（M） 我都畫得到 偵探 創意藝術 全球教育 遊戲 科學 英文 | 黃色                                                                          |                                                                |
| 黃碧蓮 （Linna） （第一代）          | Linna          | 2015年1月12日  | 2018年4月16日 | 負責環節 三年N班實驗室（Noisy） 趣味普通話 齊齊起動（運動基本功教學） Ben Sir 醒醒你 齊齊Art Like（Messy） Big Big小明星 「玩『創』科學園」 英文 偵探 遊戲 科學 創意藝術 全球教育 | 粉紅色                                                                        |                                                                |
| 李雯希 （Simon） （第二代）          | 雯希           | 2015年4月22日  | 2018年2月5日  | 負責環節 趣味普通話 齊齊起動（跳舞） 動物說不完 STEM出創意（S） Kid's dish 偵探 英語(英語唱歌時間) Ben Sir醒醒你 | 淺綠色                                                                        |                                                                |
| 阮浩棕 （Nicholas） （第二代）       | Nic            | 2015年7月27日  | 2017年6月22日 | 負責環節 今日搞邊科 齊齊起動（體適能） 功夫之道（二師兄） STEM出創意（E） 英語無難道 偵探 遊戲 | 紅色                                                                          |                                                                |
| 單文柔 （Phoebe） （第三代）         | Phoebe         | 2017年4月19日  | 2018年8月3日  | 負責環節 Patrick Sir爆趣英語逐個捉 三年N班實驗室（Naive） STEM出創意（E） 我都畫得到 Big Big小明星 「玩『創』科學園」 粵語猜猜猜 | 黃色 STEM出創意顏色： 紫色                                                    |                                                                |
| 鍾君揚 （Freeyon） （第三代）        | Freeyon        | 2016年12月26日 | 2019年7月1日  | 負責環節 三年N班實驗室（Naughty） 搶住嚟答通識比賽 STEM出創意（S） Think Big冒險之旅（自戀王子） Big Big小明星 「玩『創』科學園」 澳門冒險挑戰賽 Little Miss Hong Kong | 藍色 STEM出創意顏色： 粉藍色                                                  |                                                                |
| 馬俊傑 （Linus） （第三代）          | 馬仔／Linus    | 2017年5月3日   | 2020年6月12日 | 負責環節 粵語猜猜猜 搶住嚟答通識比賽 英語無難道 STEM出創意（T） Think Big之森探險團（酋長） Big Big小明星 Think Big School Challenge 「玩『創』科學園」 澳門冒險挑戰賽 Think Big共童跳 Think Big STEM Day "智"醒係邊個 Little Miss Hong Kong 英語 Level Up 環保手作 Think Big Sports Day                | 紅色 STEM出創意顏色： 粉紅色                                                  |                                                                |
| 鍾晴 （Karlie） （第三代）           | Karlie         | 2017年6月2日   | 2019年3月15日 | 負責環節 粵語猜猜猜 齊齊Art Like（Rainy） Patrick Sir爆趣英語逐個捉 STEM出創意（M） 精靈庭園（精靈小花） Big Big小明星 「玩『創』科學園」 澳門冒險挑戰賽 | 綠色 STEM出創意顏色： 黃色                                                    |                                                                |
| 邱晴 （Mandy） （第四代）            | Mandy          | 2018年2月5日   | 2020年6月29日 | 負責環節 Patrick Sir爆趣英語逐個捉 三年N班實驗室（Nosy） 精靈庭園（晴天精靈） 搶住嚟答通識比賽 暖男親子料理 粵語猜猜猜 抉戰常識 我都畫得到 Big Big小明星 Think Big School Challenge 澳門冒險挑戰賽 Think Big共童跳 Think Big Sports Day                                                                 | 紫色                                                                          |                                                                |
| 何依婷 （Regina） （第四代）         | Regina         | 2018年2月15日  | 2020年6月29日 | 負責環節 Patrick Sir爆趣英語逐個捉 三年N班實驗室（Nervous） 搶住嚟答通識比賽 親戚天氣報告 Little Miss Hong Kong Think Big Sports Day 英語Level Up 粵語猜猜猜 抉戰常識 健康知識True or False 暖男親子料理 Think Big腦力戰 "智"醒係邊個 Big Big小明星 澳門冒險挑戰賽 Think Big共童跳 我都畫得到           | 橙色                                                                          |                                                                |
| 伍樂怡 （Kelly） （第四代）          | Kelly          | 2018年2月16日  | 2020年6月18日 | 負責環節 Patrick Sir爆趣英語逐個捉 三年N班實驗室（Negative） 搶住嚟答通識比賽 粵語猜猜猜 抉戰常識 STEM出創意（E） Big Big小明星 澳門冒險挑戰賽 Think Big共童跳 智 "醒"係邊個 Think Big STEM Day | 粉紅色 STEM出創意顏色： 橙紅色                                                |                                                                |
| 鄧家禮 （Vincent） （第五代）        | Vincent        | 2018年4月23日  | 2018年9月10日 | Big Big小明星 | 黑色                                                                          |                                                                |
| 曾展望 （Randal） （第六代）         | GM             | 2019年2月1日   | 2021年9月5日  | 負責環節 Kids Theater Think Big冒險之旅（爵士） Think Big School Challenge Think Big共童跳 Think Big STEM Day 英語Level Up 抉戰常識 環保手作 Think Big腦力戰 "智"醒係邊個 健康知識True or False Think Big Sports Day 搶住嚟答通識比賽 Big Big News 冷知識Quiz Think Big研究所（阿弊） 我都畫得到        | 藍色 2020年6月16日起改穿 湖水藍色 2020年9月7日起改穿 綠色                     |                                                                |
| 徐文浩 （Frederick） （第六代）      | Fred           | 2019年2月8日   | 2021年9月11日 | 負責環節 Kids Theater 英語無難道 STEM出創意（S） Think Big School Challenge Think Big共童跳 環保手作 Think Big腦力戰 "智"醒係邊個 健康知識True or False Think Big Sports Day 搶住嚟答通識比賽 Big Big News 冷知識Quiz Think Big研究所（Reading） Think Big STEM Day                                     | 黑色 STEM出創意顏色： 深藍色 2020年6月17日起改穿 藍色                         |                                                                |
| 王虹茵 （Sharlene） （第六代）       | Sharlene       | 2019年3月29日  | 2021年9月11日 | 負責環節 Kids Theater STEM出創意（M） Patrick Sir爆趣英語逐個捉 Big Big小明星 Think Big School Challenge Think Big共童跳 抉戰常識 健康知識True or False Move with Sharlene Think Big Sports Day 搶住嚟答通識比賽 Big Big News 冷知識Quiz Think Big研究所（等等） Think Big STEM Day Kids VIP 我都畫得到 | 綠色 STEM出創意顏色： 黃色 2020年6月16日起改穿 粉紅色 2020年9月7日起改穿 橙色 |                                                                |
| 黃紫恩 （Constance→Jojo） （第七代） | Constance→Jojo | 2020年2月7日   | 2021年9月12日 | 負責環節 Kids Theater 抉戰常識 英語Level Up Think Big腦力戰 "智"醒係邊個 健康知識True or False Think Big Sports Day 搶住嚟答通識比賽 Big Big News 冷知識Quiz Think Big研究所（阿慒） 我都畫得到 環保手作                                                                                                | 淺紫色 2020年9月7日起改穿 淡粉紅色                                            |                                                                |
| 梁敏巧 （Maggie） （第七代）         | Maggie         | 2020年3月16日  | 2021年9月12日 | 負責環節 Kids Theater 抉戰常識 Think Big腦力戰 "智"醒係邊個 健康知識True or False 搶住嚟答通識比賽 Big Big News 冷知識Quiz Think Big研究所（蚊滋） 我都畫得到 | 淺橙色 2020年9月7日起改穿 紅色                                                |                                                                |
| 吳佩隆 （Kevin） （第七代）          | Kevin          | 2020年3月23日  | 2021年9月12日 | 負責環節 Kids Theater 抉戰常識 英語Level Up Think Big腦力戰 "智"醒係邊個 健康知識True or False 搶住嚟答通識比賽 Big Big News 冷知識Quiz Think Big研究所（Square） 我都畫得到 | 紅色 2020年9月7日起改穿 淺紫色                                                |                                                                |
| 陳嘉慧 （Erica） （第七代）          | Erica          | 2020年4月5日   | 2021年9月12日 | 負責環節 Kids Theater 抉戰常識 英語Level Up Think Big腦力戰 "智"醒係邊個 健康知識True or False 搶住嚟答通識比賽 Big Big News 冷知識Quiz Think Big研究所（Zero） 我都畫得到 | 黃色                                                                          |                                                                |
| 倪嘉雯 （Carmen） （第八代）         | Carmen         | 2021年3月10日  | 2021年9月11日 | 負責環節 搶住嚟答通識比賽 Big Big News 冷知識Quiz | 淺綠色                                                                        |                                                                |
| 陳楨怡 （Celina/Harto） （第八代）   | Celina/Harto   | 2021年5月28日  | 2021年9月11日 | 負責環節 搶住嚟答通識比賽 Big Big News 冷知識Quiz | 紫色                                                                          |                                                                |
| 陳若思 （Amber） （第八代）          | Amber          | 2021年6月2日   | 2021年9月12日 | 負責環節 搶住嚟答通識比賽 Big Big News 冷知識Quiz | 粉紅色                                                                        |                                                                |
| Think Big仔                          | Think Big仔    | 2015年12月21日 | 2020年4月3日  | 每集，由王虹茵（原是林希靈，後來鍾晴接替，之後再由王虹茵接替）配音 | 由於節目形式變更，由2020年4月5日起，取消三個動畫公仔的配音片段                | 由於節目形式變更，由2020年4月5日起，取消三個動畫公仔的配音片段 |
| 聰明貓                               | 聰明貓         | 2015年12月21日 | 2020年4月3日  | 每集，由邱晴（原是黃愷怡，後來單文柔接替，之後再由邱晴接替）配音 | 由於節目形式變更，由2020年4月5日起，取消三個動畫公仔的配音片段                | 由於節目形式變更，由2020年4月5日起，取消三個動畫公仔的配音片段 |
| 矇豬豬                               | 矇豬豬         | 2015年12月21日 | 2020年3月20日 | 每集，由馬俊傑（原是李雯希，後來鍾君揚接替，之後再回馬俊傑接替）配音 | 由於節目形式變更，由2020年4月5日起，取消三個動畫公仔的配音片段                | 由於節目形式變更，由2020年4月5日起，取消三個動畫公仔的配音片段 |

### Big Big小明星童星藝員（2017-2019）
何珀廉、周筠浩、黃芷晴、曾孝傑、歐浚銨、甄敏鴻、陳祉丞、譚亦峻、陶孝杰、黃語芊、祈智犠、迪倫瑪莎

### 小KOL主持（2020年9月7日—2021年9月12日）
黃芷晴（Grace）、黃語芊（Mavis）、陳穎朗（Waylon）、李嘉萍（Mia）、祝羨欣（Tangia）、鍾嘉佑（LesleyPig）、周穎彤（Candice）、周筠浩（Casper）、祈智犧（Max）、迪倫瑪沙（Massa）

### 主要嘉賓
| 姓名       | 暱稱                       | 負責環節                                                          | 首次亮相日期   |
| ---------- | -------------------------- | ----------------------------------------------------------------- | -------------- |
| 劉聖雪     | Dana                       | 常識                                                              | 2015年5月4日   |
| 彭金滿     | 彭彭／彭博士               | 三年N班實驗室 今日搞邊科 常識                                     | 2015年5月4日   |
| 吳運忠     | Eric Sir                   | 我都畫得到 創意藝術                                               | 2015年1月14日  |
| Kathy Hui  | Kathy                      | 英文                                                              | 2015年3月5日   |
| Leo Cheung | Leo                        | 英文                                                              | 2015年4月23日  |
| Miss Noel  | Noel                       | 英文                                                              | 2015年6月18日  |
| Eric So    | Eric                       | 英文                                                              | 2015年1月15日  |
| 林溥來     | Patrick Sir                | Kids VIP Patrick Sir爆趣英語逐個捉 Think Big 腦力戰 英語 全球教育 | 2015年1月16日  |
| 鄧文瀚     | STEM Sir                   | STEM出創意 Think Big STEM Day                                     | 2016年9月7日   |
| Debbie Law | Debbie／羅老師             | 英語無難道 英語 Level Up                                          | 2015年12月21日 |
| 姚子軒     | 少爺                       | 今日搞邊科 三年N班實驗室                                          | 2015年12月21日 |
| 李行齊     | 小齊                       | 小齊魔幻學堂                                                      | 2015年12月22日 |
| 歐陽偉豪   | Ben Sir                    | Ben Sir 醒醒你                                                    | 2015年12月22日 |
| Jan        | Miss Jan                   | 趣味普通話                                                        | 2015年12月24日 |
| 彭淑儀     | Agnes導師                  | 齊齊Art Like 環保手作                                             | 2016年11月16日 |
| 何佩珉     | Mandy                      | 功夫之道                                                          | 2017年1月25日  |
| Hailey     | Miss Hailey                | 環保手作                                                          | 2020年4月17日  |
| 梁嘉琪     | 嘉琪／涼瓜皮／危險實驗女王 | Think Big 腦力戰                                                  |                |
| 陸浩明     | 6號                        | Think Big 腦力戰                                                  |                |
| 麥美恩     | Mayanne                    | Think Big 腦力戰                                                  |                |
| 張寶兒     | Bowie                      | Think Big 腦力戰                                                  |                |
| 林凱恩     | Iris                       | Think Big 腦力戰                                                  |                |
| 農夫       | 農夫                       | 遊戲（IQ題） Think Big 腦力戰                                     | 2015年1月13日  |
| 黃山怡     | 糖妹                       | 遊戲（IQ題）                                                      | 2015年2月17日  |
| 巢立仁     | 博士                       | 粵語猜猜猜                                                        | 2018年7月13日  |
| 黎諾懿     | 諾懿哥哥／所長             | 暖男親子料理 Think Big研究所                                      | 2020年4月5日   |
| 陳敏之     | 敏之姐姐                   | 環保手作                                                          | 2020年5月1日   |
| 姚子羚     | Elaine                     | Think Big研究所                                                   | 2021年3月19日  |
| 蔡思貝     | 師姐                       | Think Big研究所                                                   | 2021年2月19日  |
| 周奕瑋     | Jarvis                     | Kids VIP                                                          | 2021年         |

## 過往主題
- 「趣味普通話」（星期四）
  - 中文科導師Miss Jan、普通話老師邱老師糾正Jasmin亂說的普通話，每集教授同一主題的普通話用詞。
  - 2015年12月24日首次亮相，2016年8月11日最後播放。
- 「齊齊起動」
  - 星期二：邀請體適能專家指引Nic及Jasmin進行體適能動作，並由Nic指引現場四位同學仔及Jasmin在錄影廠重覆動作。雯希及Jasmin在錄影廠重複跳舞動作。
  - 星期五：由體育導師教授各款運動的基本功，Dickson及Linna隨同學習。
  - 2015年12月24日（星期四）首次亮相，2016年8月12日（星期五）最後播放。
- 「Ben Sir 醒醒你」（星期二、三）
  - 邀請歐陽偉豪（Ben Sir），化身「醒神」，指點Dickson、Linna及雯希成語中的錯音、錯字。
  - 2015年12月22日首次亮相，2016年11月9日（星期三）最後播放。
    - 原為星期二播放，因新環節「魔幻仙境」啟播而調往星期三播放。
- 「小齊魔幻學堂」（星期二、三）
  - 李行齊（小齊）在Dickson及四位小朋友面前表演魔術，有時亦會教大家一些簡易魔術。
  - 2015年12月22日首次亮相，2017年1月18日（星期三）最後播放。
    - 原為星期二播放，因新環節「魔幻仙境」啟播而調往星期三播放。
- 「動物說不完」（星期一）
  - 雯希帶大家探訪各動物朋友，並介紹該品種動物的特性。
  - 2015年12月21日首次亮相，2017年2月13日最後播放。
- 「功夫之道」（星期三）
  - 「二師兄」(Nic) 牙擦蘇熱愛武術，在眾師弟妹面前耍出「佛山無影腳」，還指引他們練習，最後弄得一身傷。「大師姐」何佩珉（Mandy）出現糾正錯處，表示招式並非只專注於腳，亦需要顧及手部的動作。
  - 2017年1月25日首次亮相，同年4月12日最後播放。
- 「今日搞邊科」（星期一、三、四）
  - Nic和Jasmin被熱愛科學的Crazy（林希靈飾）整蠱，及後向彭博士或科學研究生請教當中的科學道理，Crazy最終亦得到害人終害己的結果。
  - 2015年12月21日首次亮相，2017年5月8日最後播放。
- 「魔幻仙境」（星期二）
  - 魔幻仙境，帶你走進入由魔法仙子（黃愷怡飾）擁有的奇幻大宅，讓各位騎士玩遊戲並收集快樂能源，完成後，如果有500點以下的快樂能源，成為勇氣快樂騎士；有500點－700點的快樂能源，成為智慧快樂騎士；有700點以上的快樂能源，成為超級快樂騎士；並會得到由魔法仙子送的寶物。
  - 2016年8月16日首次亮相，2017年6月27日最後播放。
- 「玩『創』科學園」（星期一、二）
  - 正值暑假，Think Big Family聯同Big Big Channel親子專區，在香港科學園策動「玩『創』科學園」活動，超過500個家庭一同參與。《Think Big天地》一連兩集，送上活動精采片段。
  - 場內設有不同園區，機械人表演跳舞非常精采，大家都看得目瞪口呆，還跟着機械人一起舞動！小朋友KOL分為男子組、女子組到機械園區挑戰，他們鬥快控制雙輪機械人到達終點，誰勝誰負？兩隊大玩足球機械人，戰況激烈，混亂中踢出「烏龍球」令氣氛高漲。魔術師李行齊表演絲巾變雞蛋的魔術，他即場拆解魔術的奧妙，還親授小朋友魔術技巧，令他們變身小小魔術師！
  - 小朋友KOL訪問星級會員，為何黃心穎會食檸檬？朱千雪、麥明詩最喜歡做哪些科學實驗？狄易達帶領小朋友們即場跳街舞，陳敏之分享與仔仔相處的趣事。一條IQ題，令林希靈、黃愷怡、林頴彤大放笑彈，答案別具創意。
  - 參與「玩『創』科學園」的小朋友，玩得有創意又學到知識，陳祉丞和甄敏鴻以摺紙飛機比併，看誰的飛機飛得最遠！據STEM Sir所述，紙飛機的摺法及放飛機的手勢，都很影響飛機能在空中停留的時間，要好好認識當中的科學！究竟最後勝利誰屬？
  - 另一邊廂，Crazy（林希靈飾）與Naughty（鍾君揚飾）在「Big Big實驗室」碰上了，遇到用魔術演繹科學知識的鴨仔哥哥，隨即大開眼界。兩人還派出四位KOL，用上巨型空氣炮，以吹跌紙杯為目標。聽過空氣炮的運作原理後，將理論付諸實踐，哪方會勝出？
  - 「小GD」周筠浩因為放了一段跳「心心舞」短片在網上造成熱話，眾主持都向他請教。眾KOL向老師請教1:55縮小版真車及特色賽道的STEM元素，再砌好賽道，令車由起點行到終點才算成功，中途遇上了甚麼障礙及挫敗？
  - Eric Sir第一次在室外教畫畫，今次就地取材畫科學園的地標「金蛋」，他會將「金蛋」化作甚麼？他還邀請在場小朋友自行發揮創意，畫出獨一無二的個人畫作！
    - 於2017年8月14日及15日亮相
- 「Kid's dish」（星期一）
  - 初級料理師雯希跳出傳統框框，製作一些又好食、又特別的美食。
  - 2017年2月20日首次亮相，同年10月30日最後播放，共播出35集。2017年8月14日曾因播放一連兩集「Think Big玩創科學園」而停播該環節。
- 「齊齊Art Like」（星期三）
  - 對藝術充滿熱情，腦裏滿載創意的Linna、Karlie已經化身成為Messy、Rainy，相信只要發揮Think Big小宇宙，Agnes任何生活材料都能變成意想不到的藝術品。
    - 2016年11月16日首次亮相，2017年11月6日（星期一）最後播放。
- 「訪問校園」（星期五）
  - 由不同學校的學生分享最喜愛的學校地方及活動。
    - 2018年4月20日正式亮相，同年7月6日最後播放。
- 「澳門冒險挑戰賽」（星期一）
  - 幾位《Think Big天地》主持帶「小明星」黃語芊、何珀廉，以及十多個Think Big Family會員家庭，到澳門參與冒險挑戰賽，並認識大三巴的歷史。芊芊與珀廉被選為「特選冒險家」，要在場內尋找精靈小花（鍾晴飾）、王子（鍾君揚飾）及酋長（馬俊傑飾），完成他們給予的挑戰，收集三種寶物。
  - 進入精靈村莊，芊芊、珀廉要根據指示拍打發出不同顏色的磨菇，二人夠聰明但似乎欠缺合作精神，在替王子收集神秘液體時亦有同樣問題。芊芊到底明白自己要做甚麼嗎？即使在酷熱火山，也只有珀廉踩上有顏色的燈，一人完成兩人的任務，辛苦了珀廉！
  - 雖然他們取得了三件寶物，但還有終極任務有等候他們！小花帶來兩位新拍檔，要四人一同合作一項用卷軸拋球及接球的簡單任務，小花在旁不斷給予提示，他們能在限時內完成嗎？賽後檢討，珀廉認為自己表現不錯，而「小吃貨」芊芊最愛的葡撻，還是因答對問題才有機會享用！
    - 2018年8月13日正式亮相，拍攝地點位於澳門金沙城中心（即現今的澳門倫敦人）的「Planet J」冒險王國。
- 「粵語猜猜猜」（星期五）
  - 由一眾主持扮鬼扮馬演出一段小劇場，讓小朋友猜猜背後所提及的成語。香港中文大學自學中心高級講師巢立仁博士協助糾正主持的錯字，並詳細解釋成語的意義及提出例句，讓大家更易學入腦。今集劇場與工作非常忙碌的「阿姐」有關，有甚麼成語適合形容此狀況呢？
    - 2018年7月13日正式亮相，同年9月3日（星期一）最後播放。
    - 原為星期五播放，因新環節「Little Miss Hong Kong」啟播而調往星期一播放。
- 「Little Miss Hong Kong」（星期五）
  - 2017年香港小姐亞軍及「Think Big天地」主持之一的何依婷（Regina）將擔任小師姐，邀請城中各界的精英，透過禮儀、問答、談吐技巧等等訓練及考驗，從中，選出一位具備了香港小姐潛質，擁有多種不同「美」及 智慧並重嘅「Little Miss Hong Kong」，榮登寶座，並接受加冕。
    - 2018年8月10日正式亮相，同年10月12日最後播放。
- 「Think Big共童跳」（星期五）
  - 愛打鼓的盧心弦和愛閱讀的陳思朗，在嗜好中找到快樂，林盛斌和麥明詩帶他們走到陽光下，呼籲參與「Think Big共童跳」，用雙腿感受跳躍的樂趣。
    - 2019年4月19日正式亮相
- 「三年N班實驗室」，取代原本的「今日搞邊科」（星期一）
  - 三年N班實驗室的Naughty（鍾君揚飾）非常頑皮，經常欺負 Noisy（黃碧蓮飾）、Naive（單文柔飾）、Nosy（邱晴飾）、Nervous（何依婷飾）、Negative（伍樂怡飾），但最後會得到博士懲罰。
    - 2017年5月15日正式亮相，2019年7月1日最後播放。
- 「搶住嚟答通識比賽」（星期一、三）
  - 走入小學校園讓Think Big主持與小學生，進行一場鬥智慧鬥IQ鬥博學的搶答遊戲。
    - 於2017年4月19日亮相，2020年4月21日最後播放。
    - 原為星期三播放，因新環節「Think Big之森探險團」啟播而調往星期一隔周播放；2020年4月起改為星期二及四播放。
- 「STEM出創意」（星期一、三）
  - 由Fred、Linus、Kelly、Sharlene、雯希、Dickson、Nic、Jasmin、Phoebe、Freeyon、Karlie已經化身成為S、T、E和M發掘身邊事物的特別東西，並由STEM Sir解答STEM的原理。
    - 於2016年9月7日首次亮相，2020年3月30日最後播放。
    - 原為星期三播放，因新環節「Think Big之森探險團」啟播而調往星期一隔周播放；2020年3月12日因應新環節「Think Big STEM Day」啟播而暫停。
- 「Think Big School Challenge」（星期三）
  - 上學壓力甚大，如有Think Big主持到訪校園，和同學仔大玩團體遊戲，或可放鬆一下。
  - 基督教聖約教會堅樂小學的同學仔分成兩組，挑戰大電視，有同學仔多次講出謎底其中一字，代表能否以接近意思的動作讓大家猜到答案？兩組再各派四人參加接力遊戲，A組個別成員身手靈活，形勢大好！
  - 主持們、同學仔各派代表蒙眼畫畫，兩位代表「盲摸摸」的畫作，足以把答案猜出來嗎？同學仔還送上花式跳繩與跆拳道表演，答謝一眾主持的到來。
    - 於2020年1月29日正式亮相。
- 「精靈庭園」（星期二），取代原本的「魔幻仙境」（星期二）
  - 精靈小花（鍾晴飾）離開了奇幻大宅，但騎士們仍可到精靈庭園收集快樂能源。庭園主人晴天精靈（邱晴飾）、精靈小花（鍾晴飾）與仙子（黃愷怡飾）一樣，會預備兩個考驗及一個魔幻任務，讓騎士收集快樂能源，完成後，如果有500點以下的快樂能源，成為勇氣快樂騎士；有500點－700點的快樂能源，成為智慧快樂騎士；有700點以上的快樂能源，成為超級快樂騎士；並會得到由晴天精靈送的寶物。
    - 2017年7月4日正式亮相，2020年3月3日最後播放。
    - 2017年8月15日，因播放一連兩集「Think Big玩創科學園」而停播該環節。
    - 2019年2月26日開始，改為新的古堡場拍攝。
- 「Think Big之森探險團」（星期三）
  - 據說Think Big舞台有種神秘力量，可通往一個奇妙森林，可是人類對環境不斷破壞，令森林面臨威脅。四位探險家和領隊Linna、Phoebe、Karlie、Kelly、Mandy、Regina、Sharlene可分別成為烈風隊及雷電隊，要通過酋長（馬俊傑飾）的一連串鬥智鬥力的考驗，賺取彩色羽毛及斧頭，為最終「拯救頭鱷鱷」的任務爭取優勢；基本時間有一分鐘，彩色羽毛增加十秒，斧頭增加五秒，就獲得到探險家勳章。第一關係答問題（邊個答中就有斧頭），第二關係釣青蛙（要釣中六個），第三關係河馬一家（河馬媽媽和河馬爸爸要拋兩個，河馬寶寶拋一個，河馬爸爸不停開開合合，要睇準時機先掉）、收齊物資、雀鳥（要拋中三個）、害蟲（邊個最少害蟲，就得到斧頭）、族的圖騰（邊個掛得最多，就得到斧頭），第四關係模仿（邊個模仿似模似樣，就可以抽寶物）。
    - 2017年11月8日正式亮相，2020年3月18日最後播放。
    - 2020年1月29日暫停播映，因為有「Think Big School Challenge」。
- 「Think Big冒險之旅」（星期三、四）
  - 堡主（余德丞飾）、自戀王子（鍾君揚飾）離開了古堡，帶你走進危機四伏、難關重重、由爵士（曾展望飾）擁有的古堡，讓各位冒險家展現過人的勇氣和毅力，完成緊張刺激的大冒險，憑首兩回合的神奇魔法寶石為終極任務增加勝算機會，爭奪象徵「最強冒險家」的權杖！終極考驗：推車（小車就計10分、大車就計20分）、夾乒乓波（基本時間係有一分鐘、一個負責放波，而另一個要夾住個乒乓波，夾得最多乒乓波就為之勝出。但係有八個信封，會決定影響改變賽果，如果我哋寫着+1，就可以加1分、未必全部係加，有機會係減。除咗加同減之外、喺對方手上獲得一個乒乓波、而且將自己的乒乓波送給對方、就有+0、+1、+2、+3、-1、-2、從對方手上獲得一個乒乓波和把一個乒乓波送給對方）、擊中汽水罐（可以用魔法寶石行前一步，如果擊中了，就有1分）、乒乓波入杯（如果有魔法寶石可以換一個杯或一個球，如果入咗牛仔隊嘅杯、牛仔隊嗰對有一分。相反、如果入迷彩隊的杯的話，迷彩隊的隊伍有一分）。
    - 2015年12月23日正式亮相，2020年3月5日最後播放。
    - 2016年8月3日，牛仔隊竟然不聽堡主指示而闖禍，因而亂打迷彩隊的Hugo，失去奪魔法寶石的資格。
    - 2017年11月9日由自戀王子（鍾君揚飾）入古堡，取代堡主（余德丞飾）。
    - 2019年2月28日開始，改為新的古堡場拍攝
    - 2019年4月25日由爵士（曾展望飾）入古堡，取代自戀王子（鍾君揚飾）。
    - 2019年9月12日暫停播映，因為有「Little Miss Hong Kong」考驗小佳麗。
    - 原為星期三播放，因新環節「魔幻仙境」啟播而調往星期四播放。
- 「Happy Friday」（星期五）
  - 主持們邀請現場小朋友，參與一些簡單集體遊戲，例如大電視、手腳傳乒乓球等，讓小朋友輕鬆過一個星期五下午。如果因社會事件和疫情影響，未能邀請小朋友參與錄影，則由主持人分組玩遊戲。
    - 2019年9月27日正式亮相，2020年4月3日最後播放。
- 「親戚天氣報告」
  - Regina、大明猩分別化身天氣小姐及天氣先生，拍攝短片教小朋友分清父系親戚的稱謂。應如何稱呼爸爸的舅父？姑丈的女兒究竟是堂妹，還是表妹？
    - 於2020年3月30日及31日亮相。
- 「英語無難道」（星期一）
  - Nic、Linus、Fred與導師Debbie Law演出處境短劇以介紹各個圍繞主題/單字的英語字詞/用法。
    - 於2015年12月21日亮相，2020年3月23日最後播放。2019年6月10日因新環節「Think Big仔考考你　快問快答」而曾暫停播映。
- 「Patrick Sir爆趣英語逐個捉」（星期一、二、四、五）
  - Patrick Sir（林溥來）閱讀中文俗語的多種說法，糾正茶餐廳夥計希靈、記者Phoebe、Karlie、Kelly、Regina、Mandy、Sharlene的港式英語。
    - 於2015年12月25日亮相，2020年4月8日最後播放。
    - 原為星期五播放，因新環節「訪問校園」啟播而調往星期一隔周播放；2020年4月起改為星期二或四播放。
- 「英語Level Up」（星期一）
  - 由英語導師Debbie Law負責教授，幾位主持人解答題目和參與串字遊戲，讓大家認識英文生字及生活上的應用，爭取成為本日之星（Star of the Day）。
    - 於2020年4月6日首次亮相，同年8月31日最後播放。
- 「Think Big腦力戰」（星期一、二、四、五）
  - 腦力戰會問一些IQ題，由嘉賓及1位主持/2位嘉賓問問題，其餘3位主持回答，答中的主持會得到一支花，最後由嘉賓選出誰是「Think Big豬王」。
    - 於2015年12月22日亮相，2020年9月1日最後播放。
    - 原為星期五播放，因新環節「Little Miss Hong Kong」啟播而調往星期一隔周播放；2020年4月起改為星期二播放。
- 「智 "醒"係邊個」（星期二）
  - 由其中一位主持人向其他主持/嘉賓發問一些數理邏輯問題，以考驗各人的邏輯思考和解難能力，並選出當日得勝者，就拿到權杖。
    - 於2020年4月7日首次亮相，同年9月1日最後播放。
- 「Think Big STEM Day」（星期三、四）取代原本的「Think Big冒險之旅」
  - 將原有環節「STEM出創意」擴充，由STEM Sir和主持們介紹生活上一些物件和機械的STEM原理。
    - 於2020年3月12日亮相，同年9月2日最後播放。
- 「『抉』戰常識」（星期四）
  - 四位主持站在A、B、C、D四個選擇中間，另一主持負責發問有關常識和天文地理問題，四位主持在5秒內必須走到其中一個選項方格作答。
    - 於2020年4月9日亮相，同年9月3日最後播放。
- 「搶住嚟答通識比賽」（星期四）
  - 因應疫情，改為Think Big主持分組進行鬥智慧鬥IQ鬥博學的搶答遊戲，口號為「埋黎睇，埋黎爭個位」。
    - 於2020年4月9日亮相，同年9月3日最後播放。2020年9月起，再更改搶答形式，要先將氣球泵爆才能作答。
- 「我都畫得到」（星期四、五）
  - 創意畫家Eric Sir在Mandy、Jasmin、Phoebe面前示範用一個概念畫畫，畫作其後物理上移動便可變成另一物。Mandy、Jasmin、Phoebe亦會於錄影廠指引現場同學仔一同畫畫。
    - 於2015年12月24日亮相，2020年9月4日最後播放。
    - 原為星期四播放，因新環節「魔幻仙境」啟播而調往星期五播放；因新環節「Little Miss Hong Kong」啟播而調往星期一隔周播放。
    - 2020年4月10日起，改為由Eric Sir帶領四位主持一同繪畫創意圖畫，配上步驟介紹，主持們各自介紹他們的繪畫意念。
- 「環保手作」（星期五）
  - 由Miss Hailey、陳敏之及Agnes導師指導主持們廢物利用，製作環保手工藝品。
    - 於2020年4月10日亮相，同年9月4日最後播放。
- 「健康知識True or False」（星期六）
  - 以回答是非題形式，齊齊補充健康知識。
    - 於2020年4月11日亮相，同年9月5日最後播放。
- 「越傾越Healthy」（星期六）
  - 邀請醫生、註冊營養師或視光師等，與主持們討論有關不同健康資訊。
    - 於2020年4月11日亮相，同年9月5日最後播放。
- 「Think Big Sports Day」(包括「Think Big 大對決」、「Move with Sharlene」和「Think Big Mini Game」）（星期二、四、日）
  - 由其中四位主持人或嘉賓個人或分組對決，挑戰不同遊戲項目，部分遊戲改良自 Big Big小明星 的放大版遊戲，例如打保齡球、射籃、「碌下邊個最碌得」等，並競逐「遊戲之王」和「遊戲豬王」。
    - 於2020年3月10日開始播放，同年9月6日最後播放。

  - 由Sharlene（前藝術體操運動員）分享一些簡單親子運動和伸展動作，並與主持們一起示範，鼓勵小朋友在家運動，保持身體健康。
    - 於2020年3月10日開始播放，同年9月6日最後播放。
- 「#thinkbigchallenge」（每日）
  - 口號為「聯繫創意，分享快樂」，環節參考社交媒體，由一位藝員或嘉賓開始做出一些動作，並邀請（#Hashtag）其他朋友挑戰。
    - 於2020年4月5日亮相，同年6月3日最後播放。
- 「Think Big補習班」
  - 剪輯由2020年2月10日至3月25日於 Big big channel 網上直播「Think Big 補習班」片段，節目嘉賓主持和內容包括：STEM Sir（STEM知識）、Patrick Sir（英文）、文靜老師（中文）、Sing Sir（數學）、Debbie Law（英文）、周奕瑋（日語），鄺士山Dr. Kwong（化學）、蕭欣浩（中文）、馮盈盈（營養學）等。
    - 於2020年3月19日亮相，同年7月15日最後播放。
- 「Think Big仔考考你　快問快答」
  - 由王虹茵配音的「Think Big仔」任旁白，向嘉賓問IQ題；於2019年6月10日正式亮相。
- 「小朋有話兒」
  - 每次兩位演員的訪問，嘉賓包括：張振朗、蔡思貝、許家傑、林淑敏。
- 「暖男親子料理」
  - 由黎諾懿教授大家一些簡單親子菜式，早、午、晚餐和下午茶都有。
  - 於2020年4月5日首次亮相。同年5月7日最後播放。
- 「Kids Theater」
  - 由主持和嘉賓演譯由小朋友創作的短劇，於2020年9月8日正式亮相。
- 「Big Big News」
  - 由主持和小KOL報導世界各地發生的趣聞奇事。
    - 於2020年9月7日亮相，2021年9月12日最後播放。
- 「Kids VIP」
  - 由主持和小明星訪問不同界別的專業人士，深入了解當中的竅門，發掘鮮為人知的小故事。
    - 於2020年9月7日亮相，2021年8月15日最後播放。
- 「冷知識Quiz」
  - 主持向小KOL發問多條選擇題，考考他們的知識、推理能力及想像力，而答案還可串連成一個故事！答中「有獎問答題」更可到指定房間打開扭蛋，取走禮物。
    - 於2020年9月9日亮相，2021年9月11日最後播放。
- 「搶住嚟答通識比賽」
  - 口號為「埋黎睇，埋黎爭個位」，Think Big主持分組進行鬥智慧鬥IQ鬥博學的搶答遊戲，新一季更改搶答形式，要先將氣球泵爆才能作答。
    - 於2020年9月11日亮相，2021年9月12日最後播放。
- 「Think Big研究所」
  - 於2021年1月22日亮相，同年8月14日最後播放。

#### 改版前環節
| 主題                          | 播放日子 | 內容 | 首次亮相日期  | 最後播放日期   |
| ----------------------------- | -------- | --- | ------------- | -------------- |
| 科學 （Science）              | 星期一   | 以一個科學現象為主題，進行相關的實驗並解釋原理。 | 2015年1月12日 | 2015年4月27日  |
| 常識 （General knowledge）    | 星期一   | Think Big拯救隊收到同學的兩條問題，到小學先問小學生，再找研究生以實驗解答。 「生活小智慧」由希靈隊長教大家一些便利生活的小智慧。 最後一條問題或是非題，由主持爭論誰答對。 | 2015年5月4日  | 2015年12月14日 |
| 遊戲 （Games）                | 星期二   | 邀請「Think Big Family」會員及嘉賓分組遊玩各項啟發多元智能的小遊戲 由農夫發問各種IQ題。 | 2015年1月13日 | 2015年12月15日 |
| 創意藝術 （Creative Arts）    | 星期三   | 介紹各種圍繞主題的藝術作品 | 2015年1月14日 | 2015年4月15日  |
| 偵探 （Detective）            | 星期三   | 請來一位嘉賓，3位候選小偵探透過發問六條是非題或有關職業時、地、人的問題、動作題、 錄音、被破壞的圖片證供、證物，從十個職業中選出嘉賓正確職業，考核成為Think Big小偵探。 「好奇心大考驗」給予3位小朋友一些噁心/難聞的食物讓他們進食及猜猜來源； 間中改用破一宗懸案，考核3位小偵探。 | 2015年4月22日 | 2015年12月16日 |
| 英語 （English）              | 星期四   | 選定一個主題，透過主持對話、街訪小朋友、補習導師講解與主題相關的詞語，並以遊戲加深記憶。 「聽歌學英文」請來藝員、歌手唱出英語歌曲，再特選當中生字解釋。 | 2015年1月15日 | 2015年12月17日 |
| 全球教育 （Global Education） | 星期五   | 初期形式類似現今《Think Big遊學團》，邀請4位名校小學生參觀極少前往的地方，進行一些任務及探秘。 自《Think Big遊學團》啟播後，內容改為邀請3位小朋友到廠景參與圍繞某一課題的活動和問答環節，多以選擇題形式進行。                                                                      | 2015年1月16日 | 2015年12月18日 |

## 歷史片頭
- 第一代：2015年1月12日 - 2015年12月18日
- 第二代：2015年12月21日 - 2017年6月9日
- 第三代：2017年6月12日 - 2018年3月16日
- 第四代：2018年3月19日 - 2018年6月1日
- 第五代：2018年6月4日 - 2018年10月19日
- 第六代：2018年10月22日 - 2019年4月19日
- 第七代：2019年4月22日 - 2020年4月3日
- 第八代：2020年4月5日 - 2020年11月22日
- 第九代：2020年11月23日 - 2021年9月12日

## 歷史片尾
- 第一代：2015年1月12日 - 2015年12月18日
- 第二代：2015年12月21日 - 2016年1月8日
- 第三代：2016年1月11日 - 2016年6月24日
- 第四代：2016年6月27日 - 2019年10月25日
- 第五代：2019年10月28日 - 2020年9月6日
- 第六代：2020年9月7日 - 2021年9月12日

## 海外播放
- 加拿大新時代電視：2015年2月9日起逢星期一至五16:00－16:25播放。

## 觀眾互動
製作單位於TVB周刊第913期開始，招攬12歲或以下的小朋友加入實行會員制的組織「Think Big Family」，參與跟本節目相關的活動，隨後亦在tvb.com開通有關報名專頁。招募於2016年12月31日截止，並新增家長會員的招攬。

## 節目調動
2015年
- 2月19日：由於15:10至17:20直播《AET羊年賀歲盃國際足球邀請賽–南華 對 紐約宇宙》，當日提早至14:40-15:10播出。
- 4月22日：由於約15:30-16:45插播《政改記者會》以直播政改三人組記者會，當日改為16:55-17:20播出。
- 6月18日：由於約16:15-16:30插播《特別新聞報道》以直播行政長官見記者，前一節目《幪面戰士》順延播出，當日順延至17:00-17:25播出。

2016年
- 9月5日：由於09:45-13:00直播《立法會選舉快訊》，下午時段節目順延或暫停播映，當日順延至17:00-17:30播出。

2017年
- 1月12日：由於17:02-17:06插播《特別新聞報道》以直播林鄭月娥辭任政務司司長後見記者，當日播映節目期間遭中斷。
- 1月16日：由於17:03-17:22插播《特別新聞報道》以直播林鄭月娥宣佈參選行政長官，當日播映節目期間遭中斷，改為16:50-17:03及17:22-17:40播出。
- 4月13日：由於14:55-17:20直播《2017場地自行車世界錦標賽》，當日提早至14:15-14:40播出。

2019年
受到反對《逃犯條例修訂草案》運動影響，大部分時段被迫延遲播出：
- 6月18日：由於16:00-16:50插播《特別新聞報道》以直播行政長官見記者，前一節目《星光樂園II》第一節後半部分及第二節順延播出，當日順延至17:10-17:40播出。
- 8月5日：由於16:07-17:15插播《警方記者會》以直播警方見記者，當日順延至17:15-17:45播出。
- 8月6日：由於16:05-16:48插播《警方記者會》以直播警方見記者，前一節目《星光樂園II》第二節後半部分順延播出，當日順延至16:55-17:20播出。
- 8月7日：由於16:10-16:55插播《警方記者會》以直播警方見記者，前一節目《星光樂園II》第二節後半部份順延播出，當日順延至17:00-17:30播出。
- 8月14日：由於16:05-16:42插播《警方記者會》以直播警方見記者，前一節目《星光樂園II》第二節後半部份順延播出，當日順延至16:55-17:20播出。
- 8月22日：由於16:02-16:47插播《警方記者會》以直播警方見記者，前一節目《星光樂園II》第二節後半部份順延播出，當日順延至17:00-17:25播出。
- 8月26日：由於16:05-16:50插播《警方記者會》以直播警方見記者，前一節目《星光樂園II》第二節後半部份順延播出，當日順延至17:00-17:25播出。
- 9月2日：由於16:05-16:50插播《警方記者會》以直播警方見記者，前一節目《忍者亂太郎》第二節後半部份順延播出，當日順延至17:00-17:25播出。
- 9月9日：由於16:05-16:50插播《警方記者會》以直播警方見記者，前一節目《忍者亂太郎》第二節後半部份順延播出，當日順延至17:00-17:25播出。
- 9月16日：由於16:05-16:50插播《警方記者會》以直播警方見記者，前一節目《忍者亂太郎》第二節後半部份順延播出，當日順延至17:00-17:25播出。
- 9月20日：由於16:05-16:45插播《警方記者會》以直播警方見記者，前一節目《忍者亂太郎》第二節後半部份順延播出，當日順延至16:55-17:20播出。
- 10月2日：由於16:05-17:10插播《警方記者會》以直播警方見記者，前一節目《忍者亂太郎》第二節後半部份順延播出，當日順延至17:20-17:45播出。
- 10月8日：由於16:07-16:59插播《警方記者會》以直播警方見記者，前一節目《網球Ace》第二節後半部份順延播出，當日順延至17:20-17:45播出。
- 11月1日：由於16:00-16:47插播《警方記者會》以直播警方見記者，前一節目《網球Ace》第二節後半部份順延播出，當日順延至17:00-17:25播出。
- 11月18日：由於16:00-16:50插播《警方記者會》以直播警方見記者，前一節目《櫻桃小丸子》第二節後半部份順延播出，當日順延至17:00-17:25播出。
- 12月19日：由於17:04-17:16直播《澳門20周年習近平訪澳》，當日改為16:50-17:03及17:18-17:29播出。

2020年
- 1月31日：由於16:46-17:33插播《政府防疫記者會》以直播行政長官及政府內閣見記者，當日節目順延至17:34-17:57播出。
- 2月3日：由於17:04-17:30插播《政府防疫記者會》以直播行政長官及政府內閣見記者，當日節目改為16:53-17:03及17:32-17:43播出。
- 2月5日：由於16:41-17:19插播《政府防疫記者會》以直播行政長官及政府內閣見記者，前一節目《妖怪手錶》第二節下半部分順延播映，當日節目改為17:25-17:50播出。
- 5月24日：由於15:00-16:40插播《外交部長王毅記者會》，當日節目順延至16:43-17:07播出。
- 5月28日：由於15:58-17:56插播《李克強總理記者會》，當日節目於翡翠台暫停播映，myTV SUPER中的點播片庫於當晚曾經上載當日原定播放的集數，但翌日已下架，該集順延一星期至6月4日補播。
- 11月21日：由於13:18-17:12直播《第六十七屆澳門格蘭披治大賽車》，當日節目延至17:15-17:40播出。

2021年
- 3月11日：由於16:17-18:07插播《李克強總理記者會》，當日節目暫停播映，翌日星期五同一時間補播，原定3月12日一集則改於3月19日星期五播映。
- 3月30日：由於16:00插播《行政長官記者會》，當日節目暫停播映，並改於4月20日星期二補播。
- 7月24日至8月8日：由於星期一至五13:45-18:30及星期六、日13:15-18:30直播《2020東京奧運 午間直擊》，當日節目暫停播映。

## 外部連結
- 《Think Big天地》- 主頁 - tvb.com（页面存档备份，存于）
- 《Think Big x Big Big KIDS》報名專頁
- 《Think Big天地》連播7日 陳敏之、黎諾懿任小朋友導師

## 電視節目的變遷
| 香港 無綫電視翡翠台 星期一至五 16:50-17:20 | 香港 無綫電視翡翠台 星期一至五 16:50-17:20                                                                         | 香港 無綫電視翡翠台 星期一至五 16:50-17:20                                                                                                   |
| --- | --- | --- |
| | Think Big天地 （2015年1月12日－2020年4月3日）                                                                      | |
| 放學ICU （2005年1月3日－2015年1月9日） | Think Big天地 （星期一至日） （2020年4月5日－2021年8月15日）                                                       | |
| 無綫電視翡翠台 星期一至五16:50-17:20及星期六、日16:30-17:00 | | |
| 星期一至五：Think Big天地 （2015年1月12日－2020年4月3日）星期六：Big Big小明星 （2017年7月1日－2020年4月4日）星期日：猩猩補習班 （2014年1月5日－2020年3月29日） | 模擬電視： Think Big天地 （2020年4月5日－2020年11月30日） 數碼電視： Think Big天地 （2020年4月5日－2021年8月15日） | 模擬頻道： 頻道正式停播數碼頻道： 星期一至五：Hands Up （2021年8月16日－2021年9月17日） 星期六、日：Think Big天地 （2021年8月21日－9月12日） |
| 無綫電視翡翠台 星期六、日16:30-17:00 | | |
| Think Big天地 （星期一至日） （2020年4月5日－2021年8月15日） | Think Big天地 （2021年8月21日－2021年9月12日）                                                                     | Hands Up （2021年9月18日－） |